# أنتوني بيتس
أنتوني بيتس (بالإنجليزية: Anthony Bates)‏ هو حكم كرة قدم بريطاني، ولد في 26 أكتوبر 1961 في بورسلم في المملكة المتحدة.